# Vimala Hériau
Vimala Hériau, née à Argenteuil le 10 février 1999, est une joueuse française de badminton.

## Carrière
Vimala Hériau et Margot Lambert sont médaillées de bronze en double dames aux Championnats d'Europe de badminton des moins de 17 ans en 2016 à Lubin.
Elle est sacrée championne de France en double dames avec Léonice Huet en 2018 à Voiron et en double dames avec Margot Lambert en 2020 à Mulhouse.
Elle est médaillée de bronze aux Championnats d'Europe de badminton par équipes 2020 à Liévin.
En février 2023, elle révèle être atteinte de spondylarthrite ankylosante, provoquant des épisodes de douleurs articulaires importants, ce qui le handicape dans sa carrière sportive. Le 5 février 2023, elle est double médaillée d'argent aux championnats de France, en double dames avec Delphine Delrue, et en double mixte avec Fabien Delrue.